# Municipio de Leelanau
El municipio de Leelanau (en inglés: Leelanau Township) es un municipio ubicado en el condado de Leelanau en el estado estadounidense de Míchigan. En el año 2010 tenía una población de 2027 habitantes y una densidad poblacional de 3,44 personas por km².

## Geografía
El municipio de Leelanau se encuentra ubicado en las coordenadas 45°9′21″N 85°36′18″O / 45.15583, -85.60500. Según la Oficina del Censo de los Estados Unidos, el municipio tiene una superficie total de 589.15 km², de la cual 127.31 km² corresponden a tierra firme y (78.39%) 461.84 km² es agua.

## Demografía
Según el censo de 2010, había 2027 personas residiendo en el municipio de Leelanau. La densidad de población era de 3,44 hab./km². De los 2027 habitantes, el municipio de Leelanau estaba compuesto por el 93.04% blancos, el 0.49% eran afroamericanos, el 3.85% eran amerindios, el 0.05% eran asiáticos, el 0.05% eran isleños del Pacífico, el 0.94% eran de otras razas y el 1.58% pertenecían a dos o más razas. Del total de la población el 4.39% eran hispanos o latinos de cualquier raza.